# Svängsta
Svängsta – miejscowość (tätort) w Szwecji, w regionie administracyjnym (län) Blekinge, w gminie Karlshamn.
Według danych Szwedzkiego Urzędu Statystycznego liczba ludności wyniosła: 1904 (31 grudnia 2015), 1963 (31 grudnia 2018) i 2023 (31 grudnia 2019).